# Pianottoli-Caldarello
Pianottoli-Caldarello (korsisch Pianottuli è Caldareddu) ist eine französische Gemeinde im Département Corse-du-Sud. Die Bewohner nennen sich Pianottolais, Pianuttulacci und Caldariddacci.

## Geografie
Die Gemeinde liegt auf der Mittelmeerinsel Korsika und erstreckt sich von der Mittelmeerküste im Süden bis zur Montagne de Cagna. Höchste Erhebung mit 1321 m ist der Punta d’Ovace an der Grenze zu Sartène im Nordwesten. Weitere Nachbargemeinden sind Levie im Norden, Figari im Osten sowie Monacia-d’Aullène im Westen.

## Geschichte
1921 erhielt die Gemeinde ihren heutigen Namen.

### Bevölkerungsentwicklung
| Jahr      | 1962 | 1968 | 1975 | 1982 | 1990 | 1999 | 2008 | 2019 |
| Einwohner | 313  | 310  | 794  | 889  | 653  | 729  | 833  | 910  |

## Wirtschaft
Rebflächen in Pianottoli-Caldarello sind Teil des Weinbaugebietes um Figari, einer Subzone der Appelation Vin de Corse.

## Verkehr
Etwa zwei Kilometer östlich befindet sich der Flughafen Figari.

## Sehenswürdigkeiten

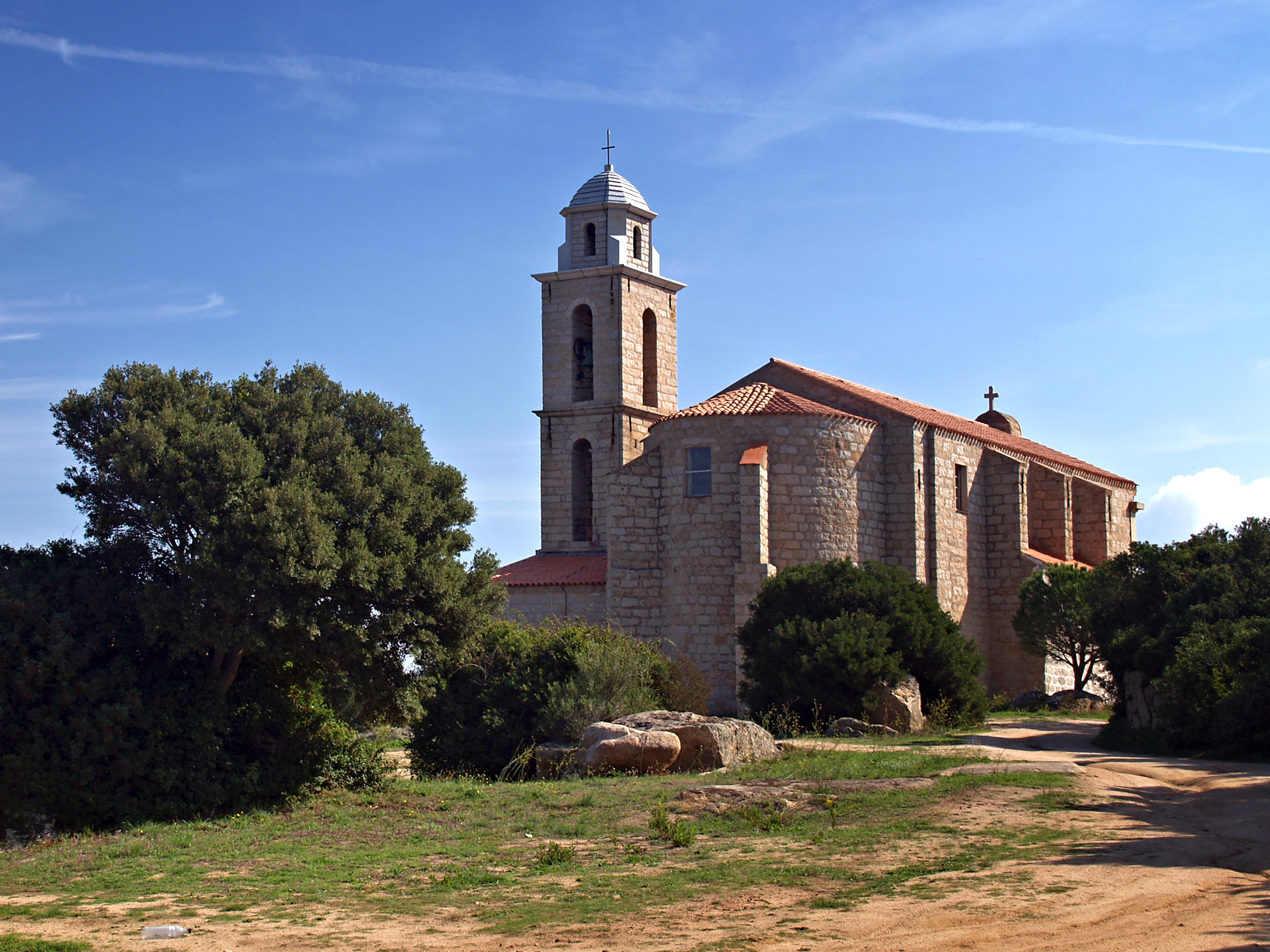
Verkündigungskirche
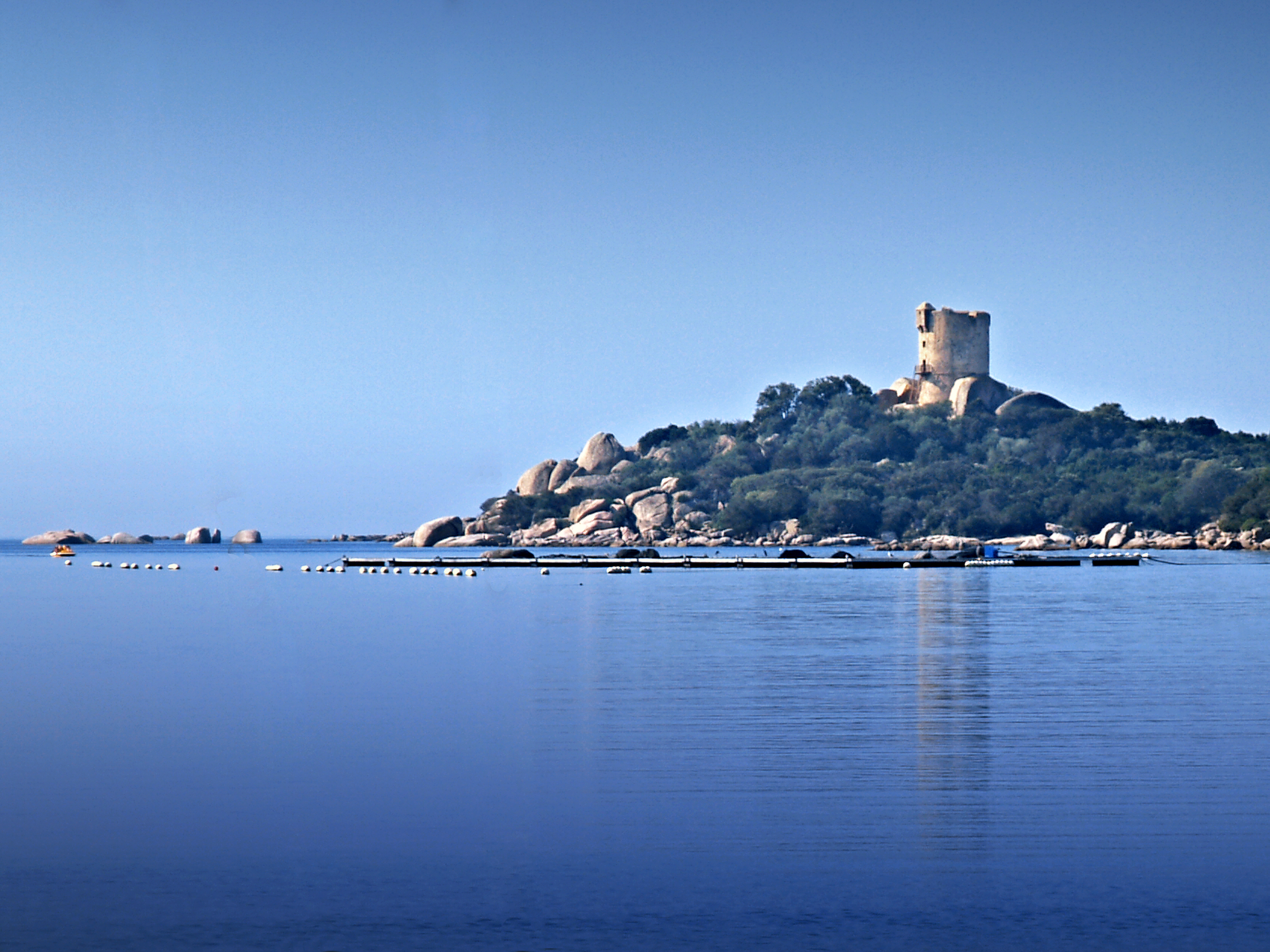
Genueserturm von Caldarello, Monument historique
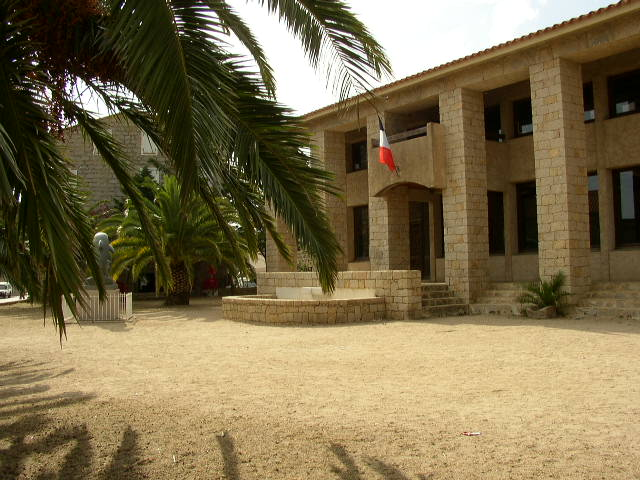
Wohnhöhlen

- Verkündigungskirche
- Genueserturm
- Rathaus